# Устье Люк
Устье Люк — деревня в Игринском районе Удмуртской республики.

## География
Находится в центральной части Удмуртии на расстоянии приблизительно 21 км на северо-восток по прямой от районного центра поселка Игра на левом берегу речки Лоза.

## История
Известна с 1955 года как поселок, в 2010 учтена как деревня. До 2021 года входила в состав Лозо-Люкского сельского поселения.

## Население
Постоянное население составляло 179 человека (1873 год), 138 (1905), 135 (1924, удмурты), 64 человека в 2002 году (удмурты 84 %), 41 в 2012.